# Kočičí potok
Kočičí potok (německy Katzbach, popř. Göhebach, polsky Koci Potok) je vodní tok ve Frýdlantském výběžku na severu Libereckého kraje České republiky.

## Popis
Pramení na české straně jihozápadního úbočí polského vrchu Bartniki (470 m n. m.), v lesích označovaných pomístními jmény Na výsluní a Spálenka, asi 830 m na východ od bulovské samoty U Hájenky. Následně teče severním směrem, ale severně od Bulovského kopce (443 m n. m.) se stáčí k západu, podchází silnice III/2914 a pokračuje západním směrem, až dosáhne česko-polskou hranici. K tomu dochází jihovýchodně od vrcholu G. Piekielna (385 m n. m.) a následně pokračuje západním směrem a v délce asi 10 kilometrů tvoří státní hranici mezi Českou republikou a Polskem. Obchází tak Horní Pertoltice, Háj, až dosáhne Habartic. V nich za silničním hraničním přechodem (na silnici I/13) uhýbá do Polska, po jižní straně obchází Zawidów, pokračuje dále západním směrem. Pod mostkem křižuje železniční trať z Liberce do Zawidówa, za ním se stáčí k severozápadu a vtéká do přehradní nádrže Witka (Niedów) na řece Smědé (v Polsku pojmenované Witka).